# Ratměřice
Ratměřice é uma comuna checa localizada na região da Boêmia Central, distrito de Benešov.